# Егоров, Георгий Михайлович
Гео́ргий Миха́йлович Его́ров (30 октября 1918 — 9 февраля 2008) — советский флотоводец, начальник Главного штаба — первый заместитель Главнокомандующего Военно-Морского флота СССР (1977—1981), Герой Советского Союза (1978), адмирал флота (1973). Кандидат в члены ЦК КПСС (1976—1981 и 1986—1989).

## Биография
Родился 30 октября 1918 года в деревне Местаново (ныне Волосовского района Ленинградской области) в семье крестьянина. Русский. Окончил школу в 1934 году, после которой поступил в Ленинградский техникум точной механики и оптики. В 1936 году окончил второй курс этого техникума.

## Начало службы и Великая Отечественная война
На службе в Военно-Морском флоте СССР с июля 1936 года. Окончил Высшее военно-морское училище имени М.В. Фрунзе в 1940 году. По окончании училища в июне 1940 года назначен командиром БЧ-1 (штурман) подводной лодки типа «Щука» «Щ-310» 2-й бригады подводных лодок Балтийского флота.
Старший лейтенант Егоров Г. М. участвовал в Великой Отечественной войне с июня 1941 года. Выполнил на Щ-310 два боевых похода. В первом походе в июне-июле 1941 года лодка не имела побед, а в сентябре при шторме получила серьёзные повреждения. В ходе второго похода в сентябре-октябре 1942 года «Щ-310» прорвалась через минно-сетевые заграждения в Померанскую бухту и 28 сентября потопила немецкий транспорт «Franz Rudolf» водоизмещением в 1,5 тысяч тонн. В этом походе экипаж Щ-310 атаковал также торпедами ещё один транспорт и подводную лодку, но безуспешно. При возвращении на базу в Кронштадт субмарина подорвалась на мине и, получив серьёзные повреждения, легла на грунт на глубине 60 метров. В составе экипажа Георгий Егоров боролся за живучесть корабля, а когда лодка всплыла, умело провёл её через минные поля. В феврале 1943 года Г. М. Егоров назначен помощником командира «Щ-310».
В январе 1943 года направлен на учёбу на курсах офицерского состава при Учебном отряде подводного плавания имени С. М. Кирова (курсы действовали в эвакуации Махачкале, где проходил обучение до августа 1944 года). В сентябре 1944 года капитан-лейтенант Егоров Г. М. назначен командиром подводной лодки «М-90» Балтийского флота, а уже 20 декабря 1944 года выводит её в боевой поход. До конца Великой Отечественной войны лодка под руководством Егорова совершила 3 боевых похода. Торпедных атак не имела.

## Послевоенная служба
По окончании войны Г. М. Егоров командовал несколькими подводными лодками Северо-Балтийского флота: С-20 типа «Средняя» (декабрь 1946 — февраль 1947), трофейной Н-26 (Б-26) типа IXC/40 (февраль 1947 — февраль 1950). В феврале 1950 года переведён на Камчатскую военную флотилию, где командовал подводными лодками С-111 (февраль-декабрь 1950) и Б-12 (с декабря 1950 года), а в январе 1953 года назначен командиром 92-й бригады подводных лодок 16-й дивизии подводных лодок Камчатской флотилии. С сентября 1953 года — командир 171-й бригады подводных лодок (базировалась в Находке) 5-го ВМФ, с ноября 1954 по декабрь 1956 — начальник штаба 40-й дивизии ПЛ. В 1959 году он окончил Военно-морскую академию имени К. Е. Ворошилова. С октября 1959 — командир 8-й дивизии ПЛ Северного флота.
В августе 1961 года на Северном флоте на базе 8-й ДиПЛ началось формирование 12-й эскадры подводных лодок, и контр-адмирал Егоров был назначен её первым командиром. В 1962 года подводные лодки эскадры первыми освоили баллистические ракеты подводного старта и выполнили большое количество успешных учебных пусков. С апреля 1963 года — начальник штаба Северного флота. С января 1967 года — заместитель Главнокомандующего ВМФ по боевой подготовке.
С 3 мая 1972 года по 1 июля 1977 года, занимая пост командующего Краснознамённым Северным флотом, Георгий Михайлович добился значительного повышения боевого потенциала и ударной мощи флота. 5 ноября 1973 года Г. М. Егорову было присвоено воинское звание адмирал флота.
В июле 1977 года адмирал флота Егоров назначен начальником Главного штаба ВМФ — 1-м заместителем Главнокомандующего ВМФ.
Указом Президиума Верховного Совета СССР от 27 октября 1978 года за большой вклад в дело повышения обороноспособности страны адмиралу флота Егорову Георгию Михайловичу присвоено звание Герой Советского Союза.
С 18 ноября 1981 по 18 ноября 1988 года — председатель Центрального Комитета ДОСААФ СССР. В 1980-х годах входил в редакционную коллегию героико-патриотического литературно-художественного альманаха «Подвиг». С ноября 1988 года — военный инспектор-советник Группы генеральных инспекторов Министерства обороны СССР. С мая 1992 года Г. М. Егоров в отставке.
Депутат Совета Союза Верховного Совета СССР 9-го и 11-го созывов от Хмельницкой области. Член Президиума Верховного Совета СССР в 1986—1989 годах.
Являлся членом бюро Российского комитета ветеранов войны и военной службы, почётным президентом Санкт-Петербургского клуба моряков-подводников.
Георгий Михайлович Егоров скончался 9 февраля 2008 года в Москве. Похоронен на Троекуровском кладбище.

## Воинские звания
- Контр-адмирал (7.05.1960).
- Вице-адмирал (16.06.1965).
- Адмирал (20.05.1971).
- Адмирал флота (5.11.1973).

## Награды

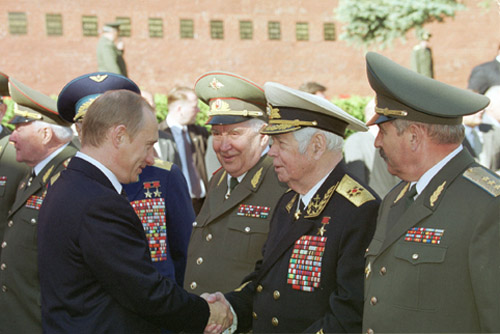
Г. М. Егоров с президентом России Владимиром Путиным. 9 мая 2002 года

- Медаль «Золотая Звезда» Героя Советского Союза № 11304 (27.10.1978);
- Орден Дружбы (1.04.1995) — за многолетнюю плодотворную работу по патриотическому воспитанию молодёжи, социальной защите ветеранов и укреплению дружбы между народами[7];
- 2 ордена Ленина (1963, 1978);
- орден Октябрьской Революции (1974);
- 3 ордена Красного Знамени (27.10.1942, 1953, 1968);
- 3 ордена Отечественной войны I-й степени (31.01.1945, 13.03.1945, 11.03.1985);
- орден Красной Звезды (1951);
- Орден «За службу Родине в Вооружённых Силах СССР» 3-й степени (1988);
- медаль «За боевые заслуги» (1946);
- медаль «За оборону Ленинграда» (1943);
- ряд других медалей СССР;

награды иностранных государств
- Орден Красного Знамени (Монголия)
- Орден «За боевые заслуги» (Монголия, 1945)
- Орден Партизанской Звезды 1-й степени (Югославия)
- Медаль «50 лет Монгольской Народной Армии»
- Медаль «60 лет Монгольской Народной Армии»
- Медаль «30 лет Халхин-Гольской Победы» (Монголия)
- Медаль «За Победу над Японией» (Монголия)
- Медаль «За укрепление дружбы по оружию» 1-й степени (ЧССР)
- Медаль «Братство по оружию» (Польша)
- Медаль «За боевое содружество» I степени (ВНР, 1985)
- Медаль «100 лет Освобождения Болгарии от османского рабства» (НРБ)
- Медаль «100 лет со дня рождения Георгия Димитрова» (НРБ)
- Медаль «1300 лет Болгарии» (НРБ, 1982)
- Медаль «40 лет Социалистической Болгарии» (НРБ, 1985)
- Медаль «40 лет Победы над гитлеровским фашизмом» (НРБ, 1985)
- Медаль «20-я годовщина Революционных Вооружённых сил Кубы» (Куба, 1976)
- Медаль «30-я годовщина Революционных Вооружённых сил Кубы» (Куба, 1986)

## Сочинения
- Дважды орденоносное оборонное. Книга о ДОСААФ СССР. — М., 1983.
- Дело всего народа. — М.: ДОСААФ, 1984. (2-е изд. в 1987)
- Фарватерами флотской службы. — М.: Воениздат, 1985.
- Совершенствование управления силами ВМФ в первом периоде войны // Военно-исторический журнал. — 1979. — № 5. — С.24—31.
- Совершенствование управления силами ВМФ во втором и третьем периодах войны // Военно-исторический журнал. — 1980. — № 1. — С.20—26.
- Адмирал флота В. А. Касатонов // Военно-исторический журнал. — 1980. — № 7. — С.90—92.
- Катастрофы предотвратить не удалось. // Военно-исторический журнал. — 1992. — № 3. — С.58—64.